# وولفسبورگ-اونکرودا
وولفسبورگ-اونکرودا (به آلمانی: Wolfsburg-Unkeroda) یک شهر در آلمان است که در تورینگن واقع شده‌است. وولفسبورگ-اونکرودا ۷۸۰ نفر جمعیت دارد.